# Gle Uteunlawang
Gle Uteunlawang är ett berg i Indonesien.   Det ligger i provinsen Aceh, i den västra delen av landet, 1 800 km nordväst om huvudstaden Jakarta. Toppen på Gle Uteunlawang är 523 meter över havet, eller 121 meter över den omgivande terrängen. Bredden vid basen är 2,9 km.
Terrängen runt Gle Uteunlawang är kuperad.Runt Gle Uteunlawang är det ganska tätbefolkat, med 96 invånare per kvadratkilometer. I omgivningarna runt Gle Uteunlawang växer i huvudsak städsegrön lövskog.